# Soldat i en PMV
|  | Denne artikel er oprettet af botten PalnaBot ud fra en ekstern database. Den kan derfor have sproglige fejl eller mangler. Denne skabelon kan fjernes efter kontrol af indholdet. |

Soldat i en PMV er en film instrueret af Hans Kristensen.

## Handling
PMV: Pansret Mandskabsvogn. Fremlægger den professionelle menige soldats syn på sit arbejde.